# Liste von Persönlichkeiten der Stadt Venedig
Diese Liste enthält in Venedig geborene Persönlichkeiten sowie solche, die in Venedig gewirkt haben, dabei jedoch andernorts geboren wurden. Die Liste erhebt keinen Anspruch auf Vollständigkeit.

## In Venedig geborene Persönlichkeiten

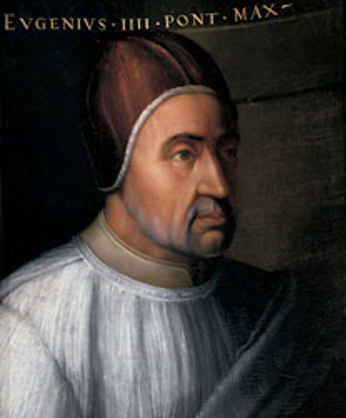
Papst Eugen IV.

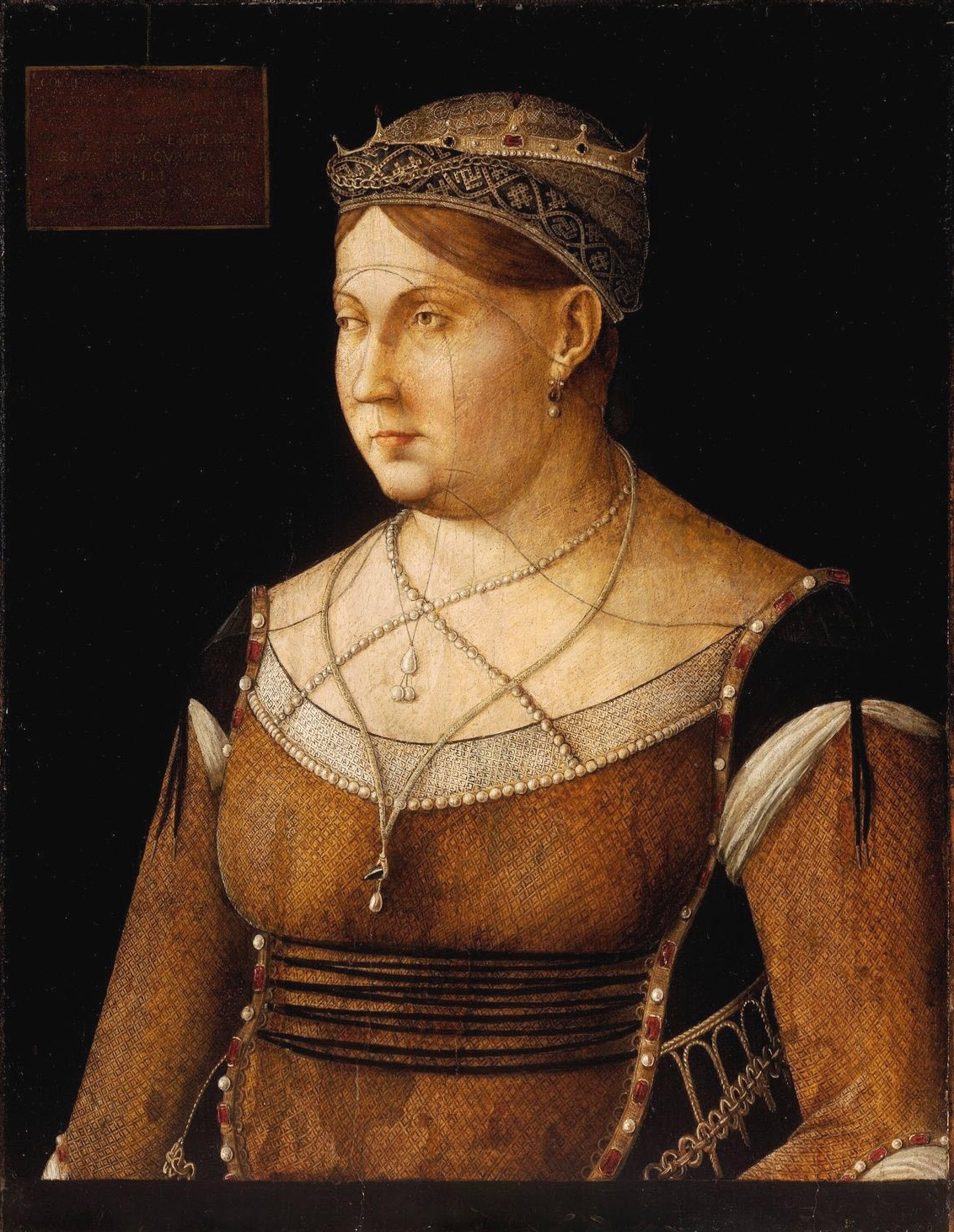
Caterina Cornaro

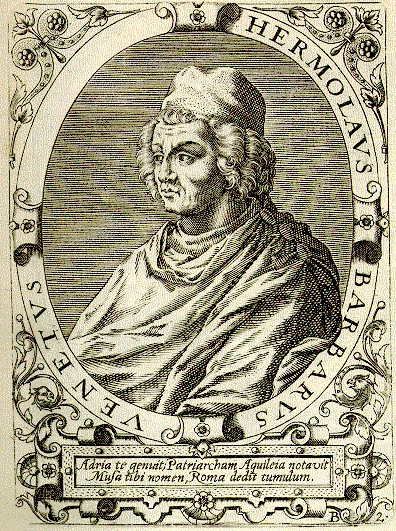
Hermolaus Barbarus

Pietro Bembo

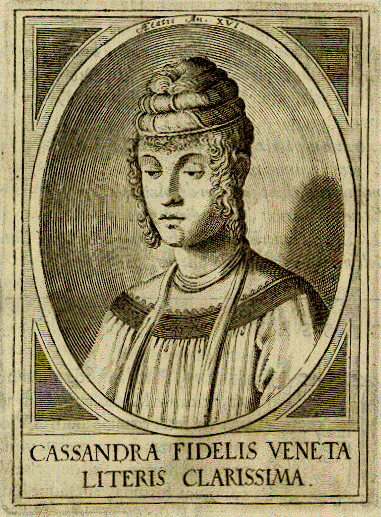
Casandra Fedele

Jacopo Tintoretto

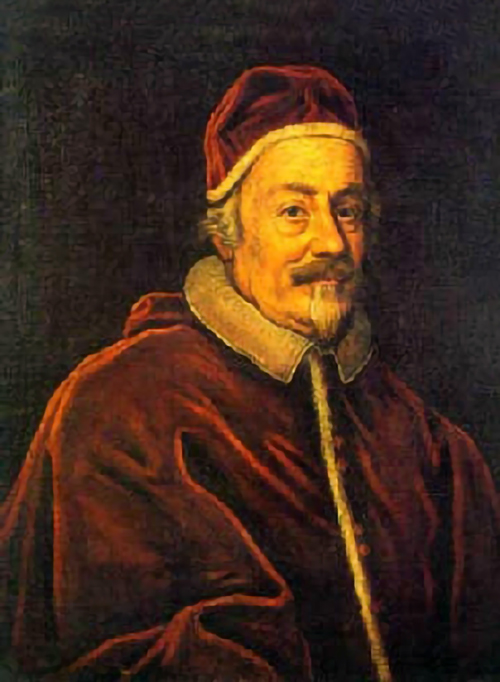
Papst Alexander VIII.

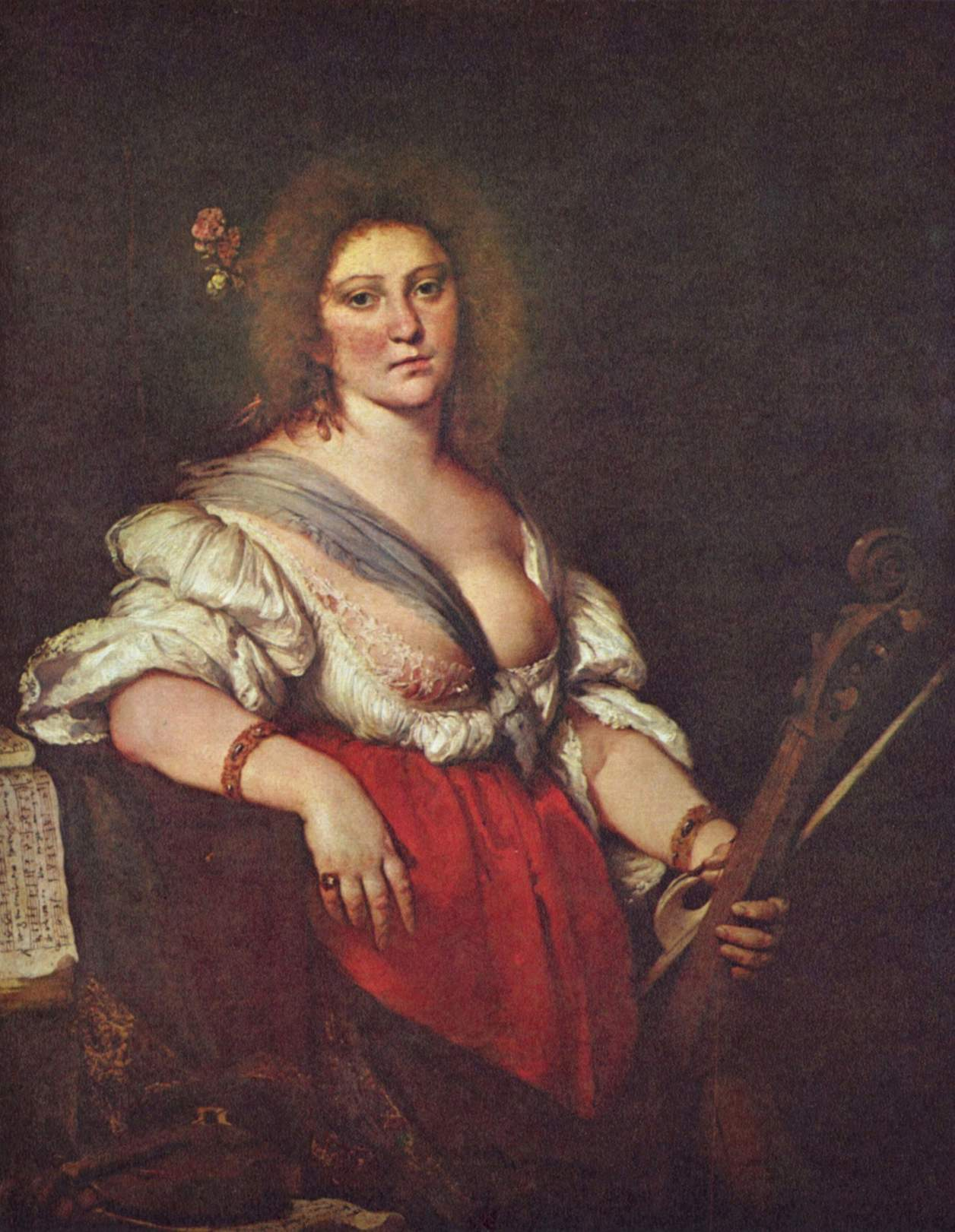
Barbara Strozzi

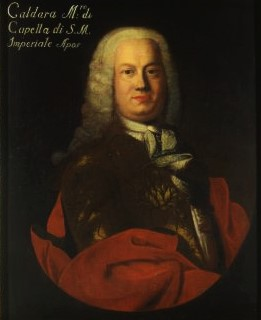
Antonio Caldara

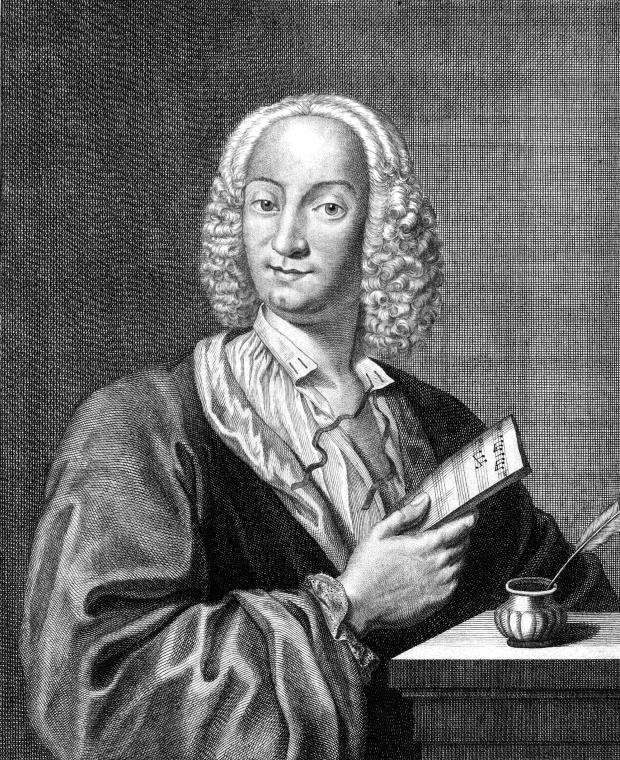
Antonio Vivaldi

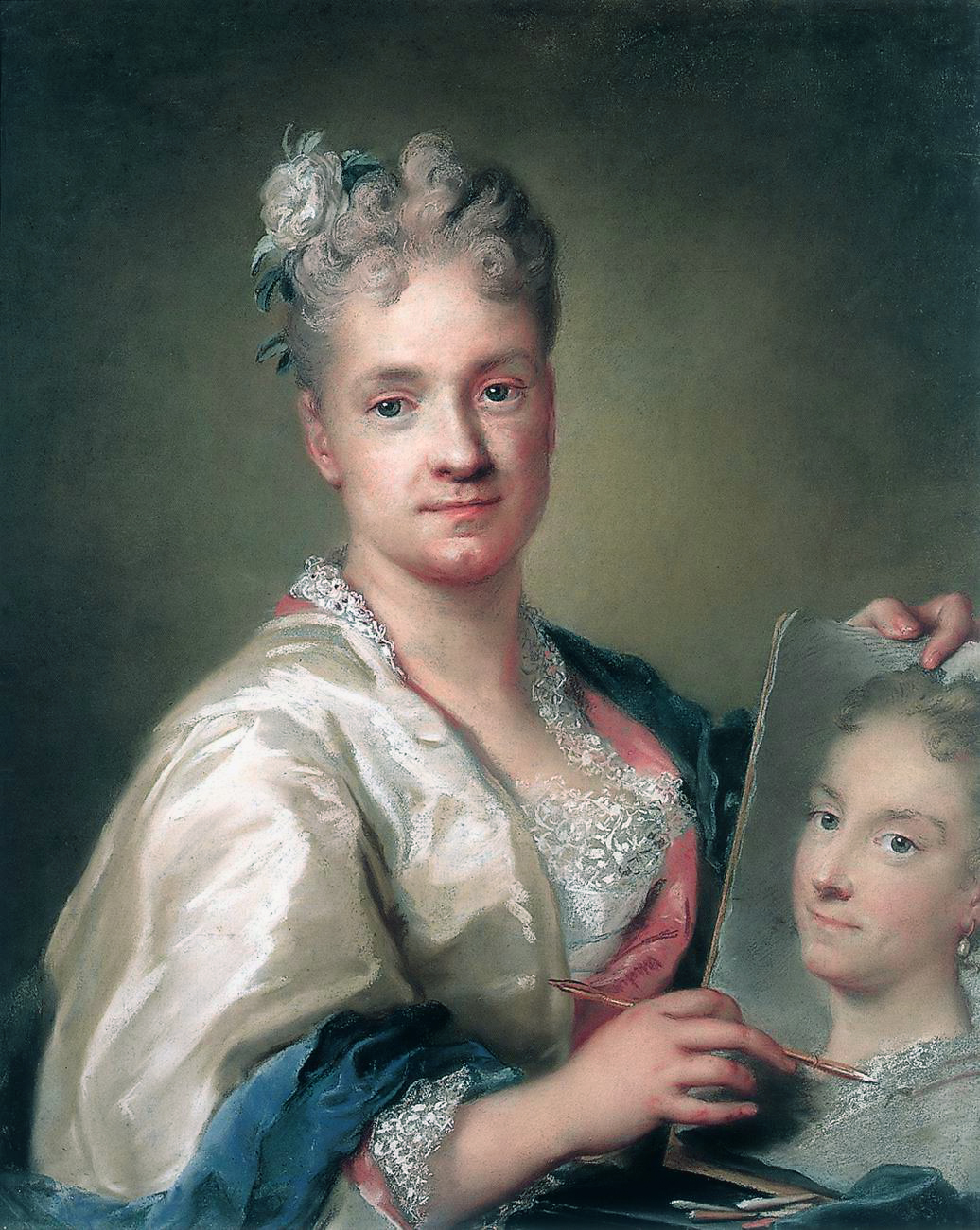
Rosalba Carriera

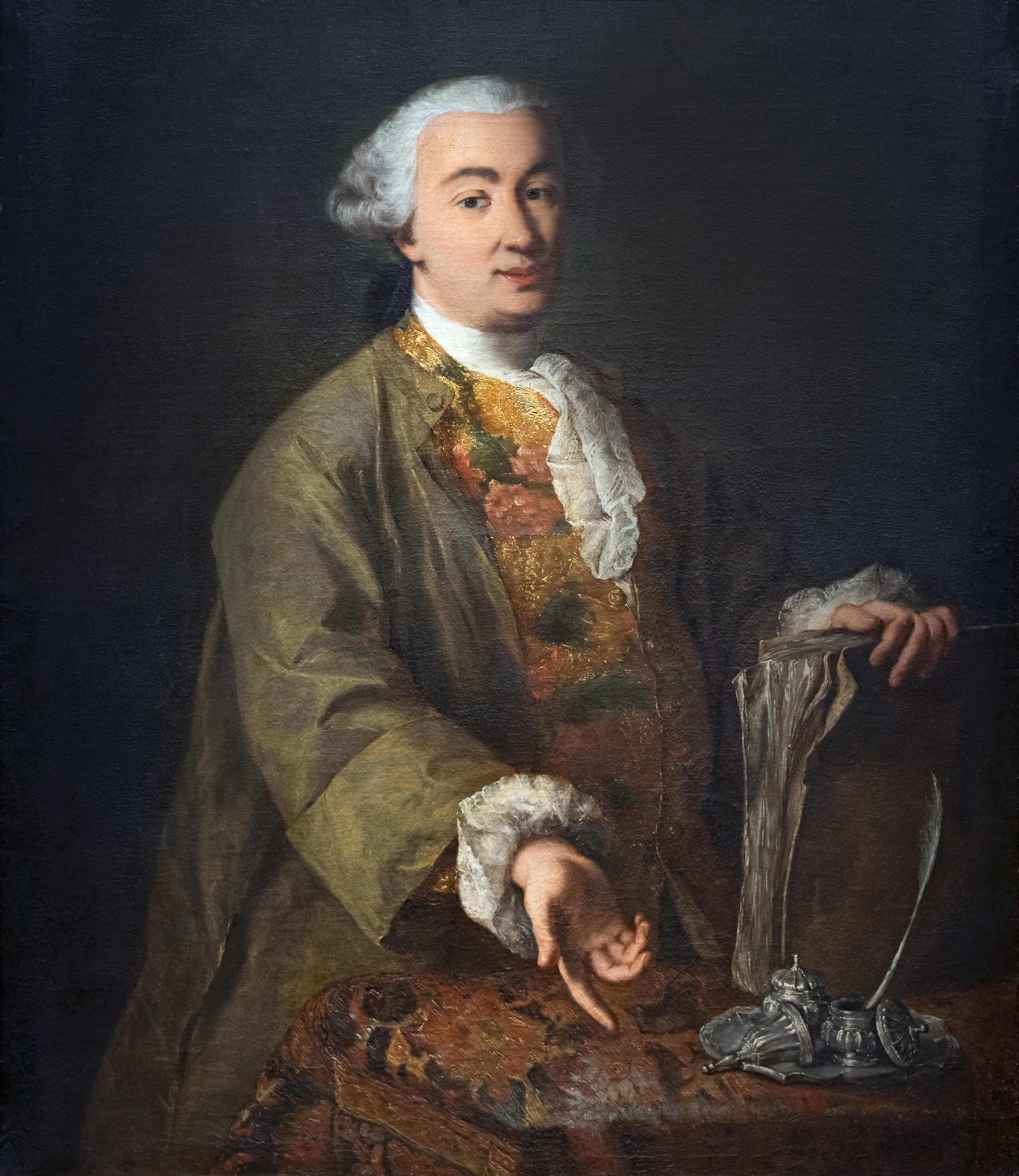
Carlo Goldoni

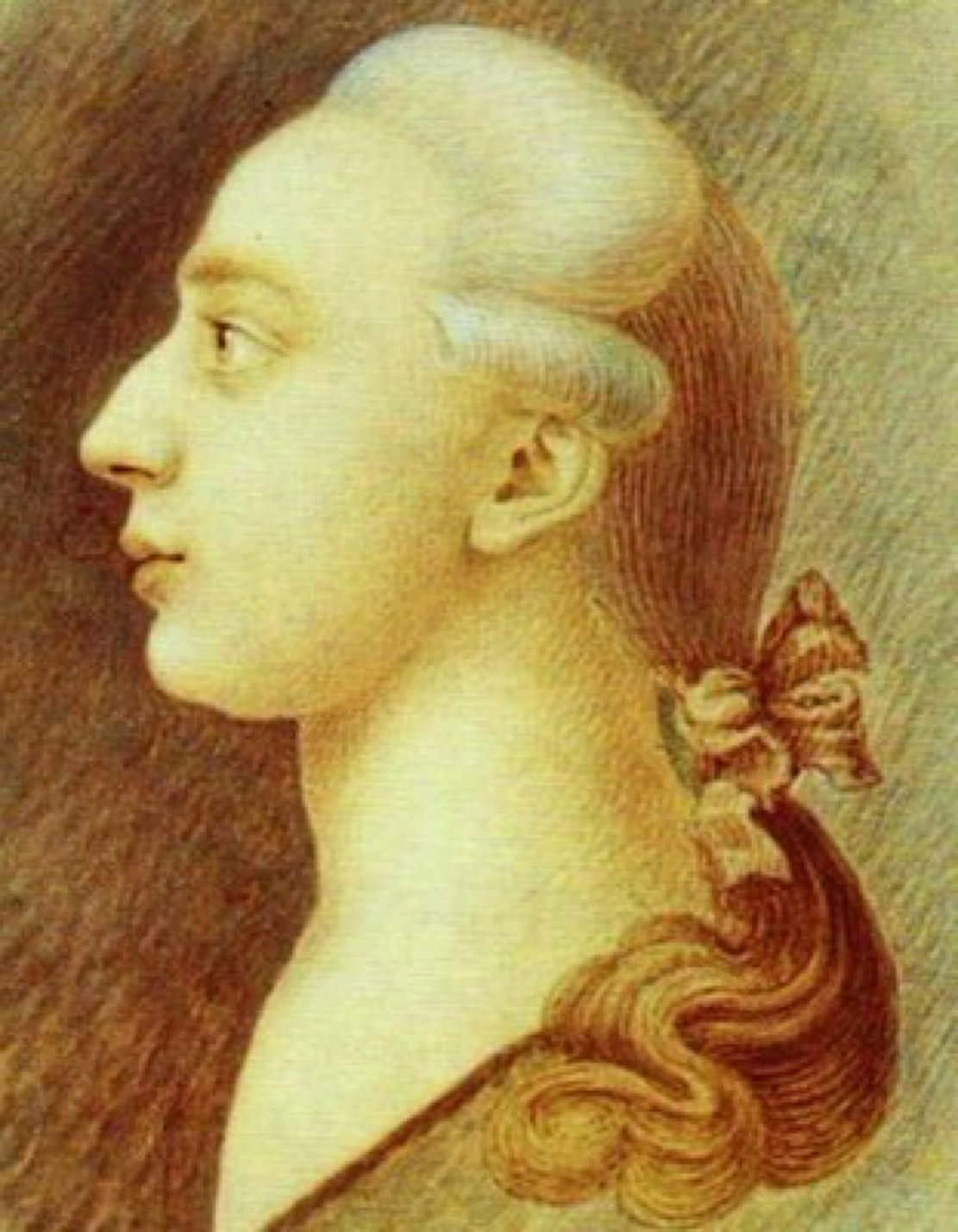
Giacomo Casanova

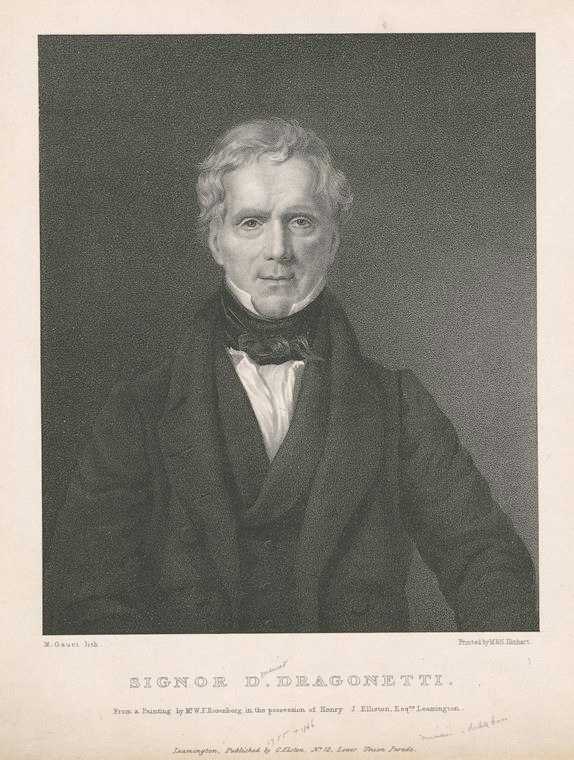
Domenico Dragonetti

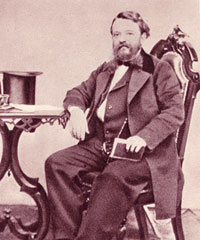
Francesco Maria Piave

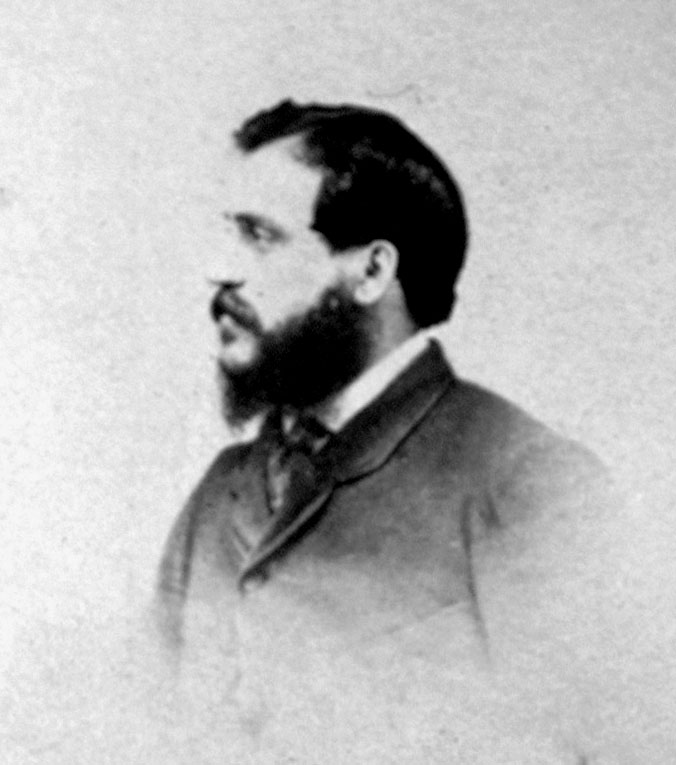
Felice Beato

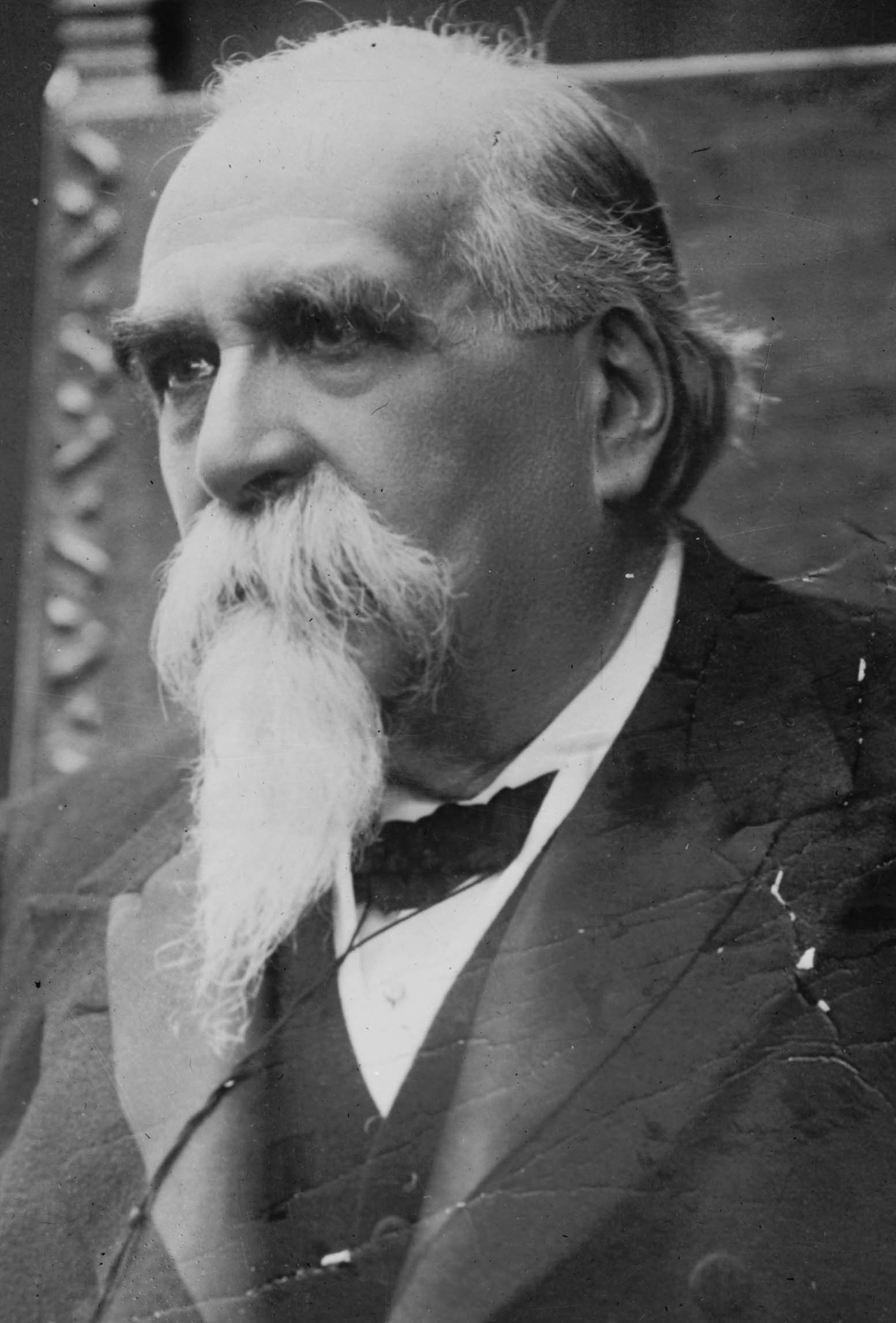
Luigi Luzzatti

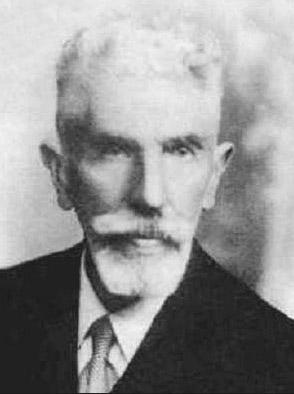
Guido Castelnuovo

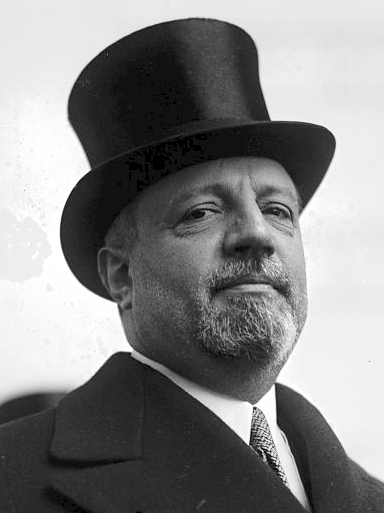
Giuseppe Volpi

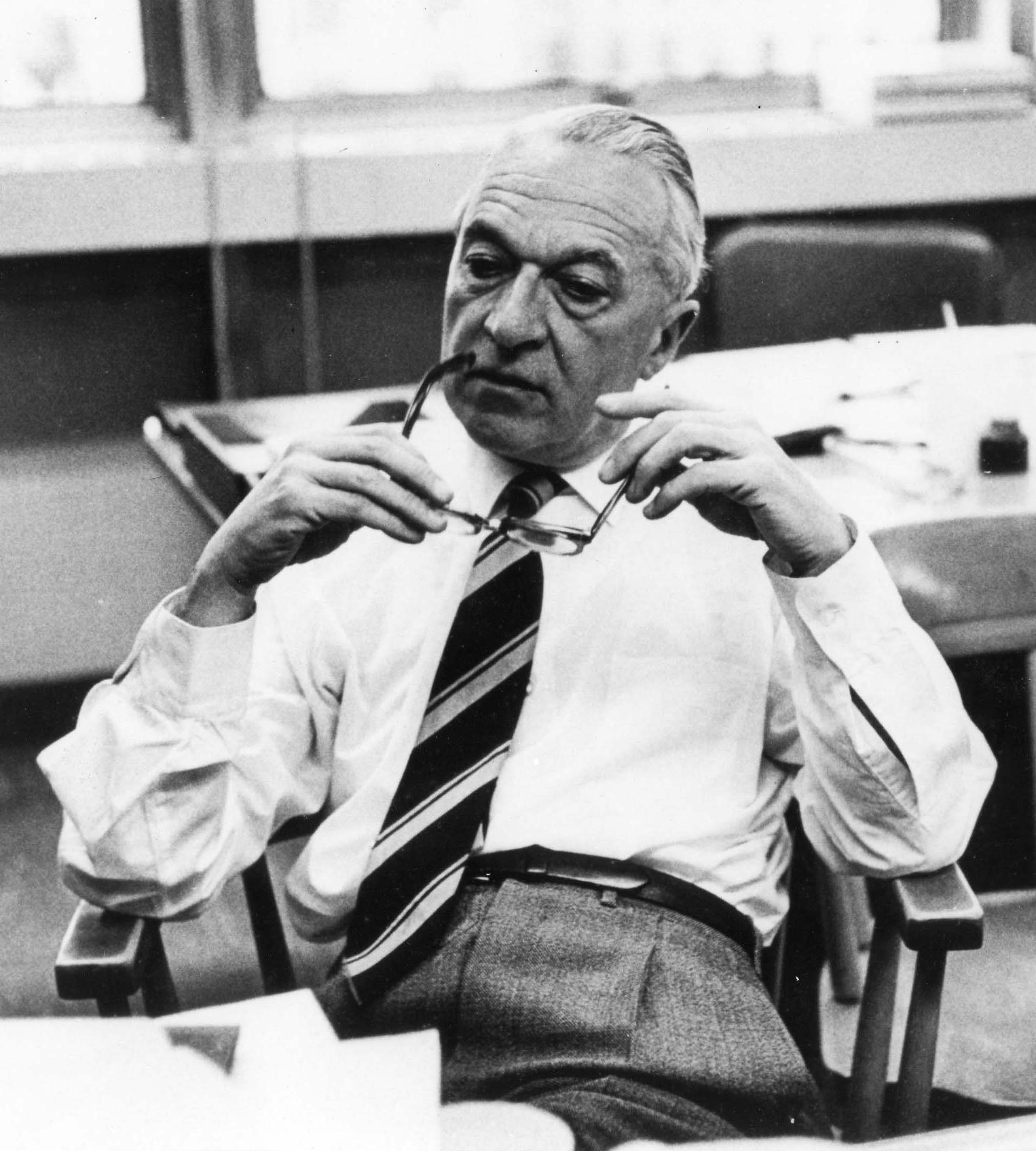
Bruno Rossi

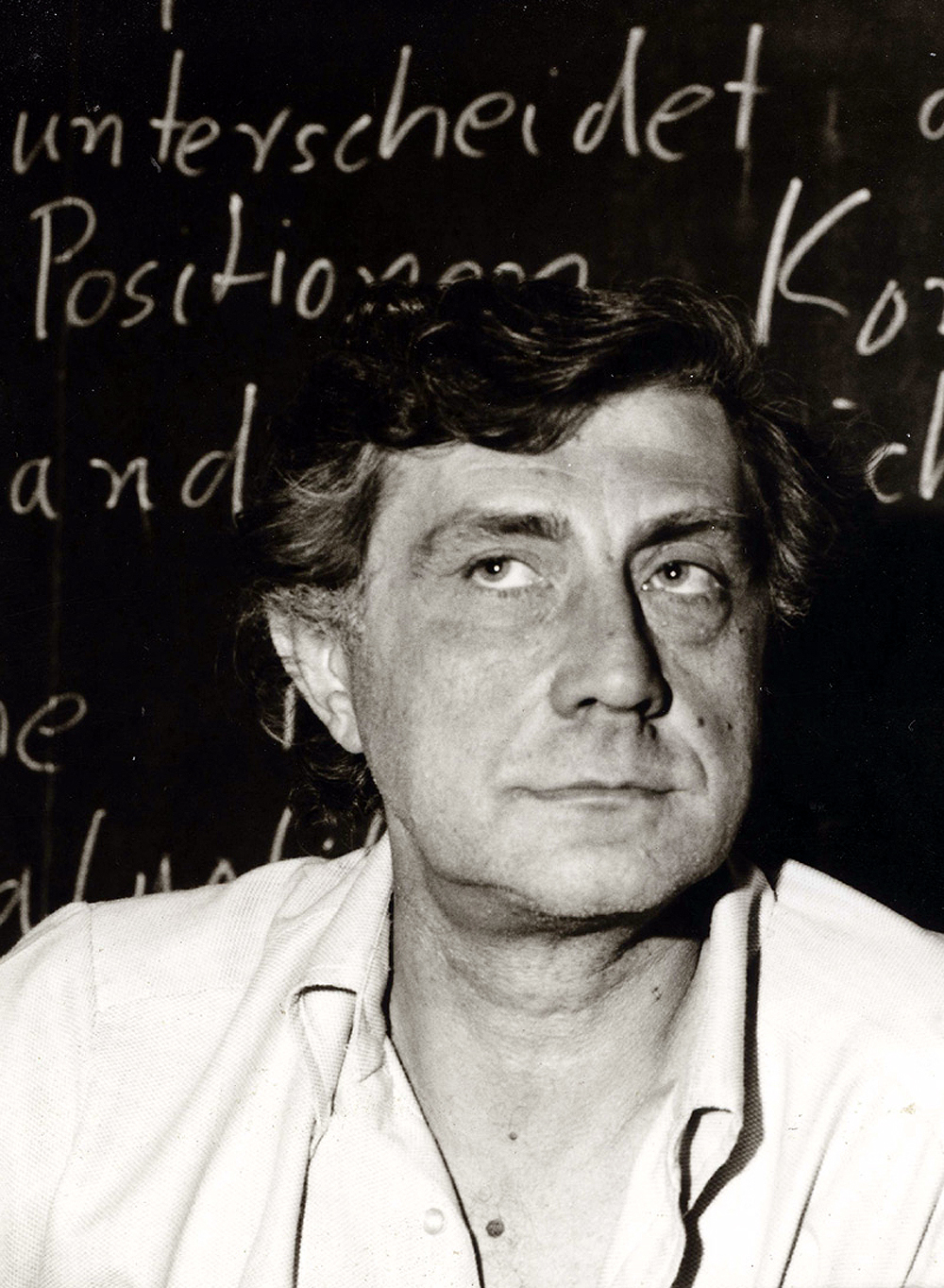
Franco Basaglia

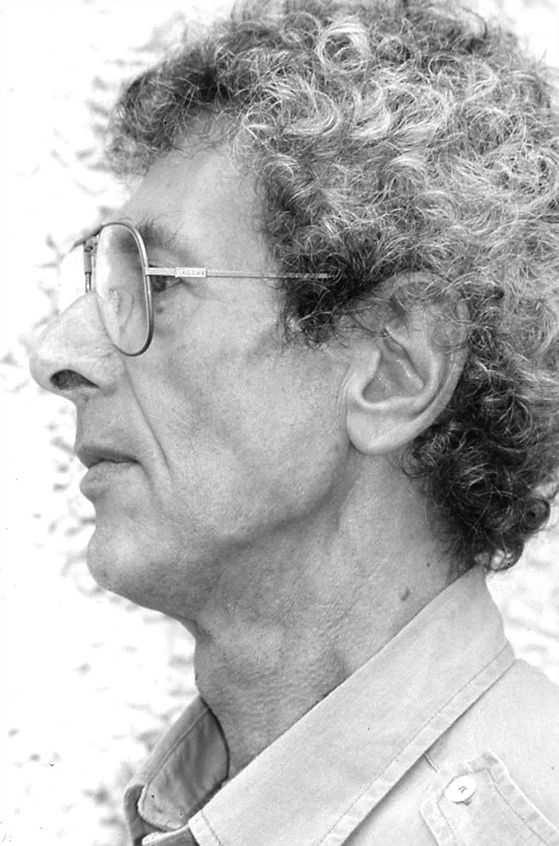
Leone Frollo

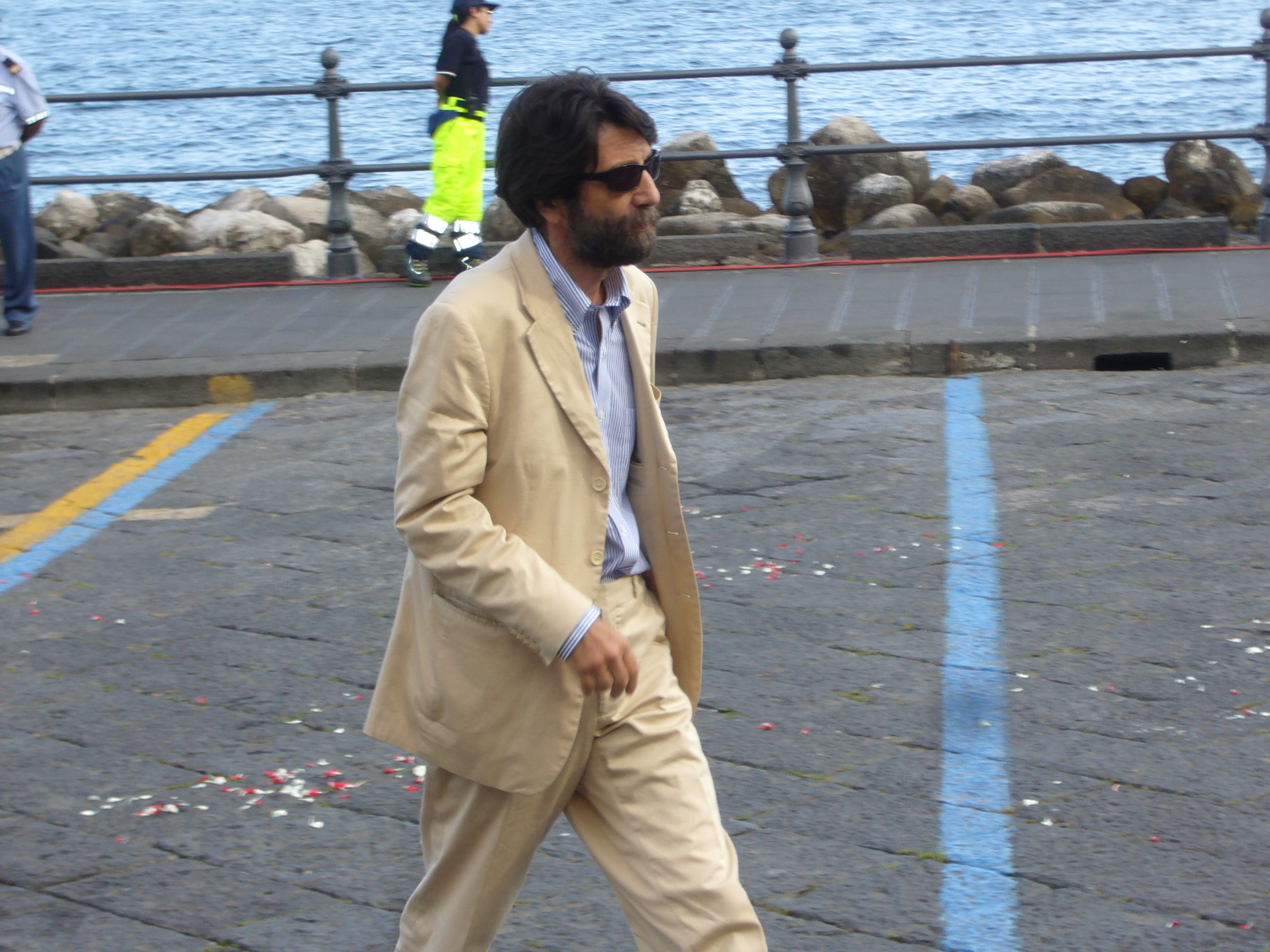
Massimo Cacciari

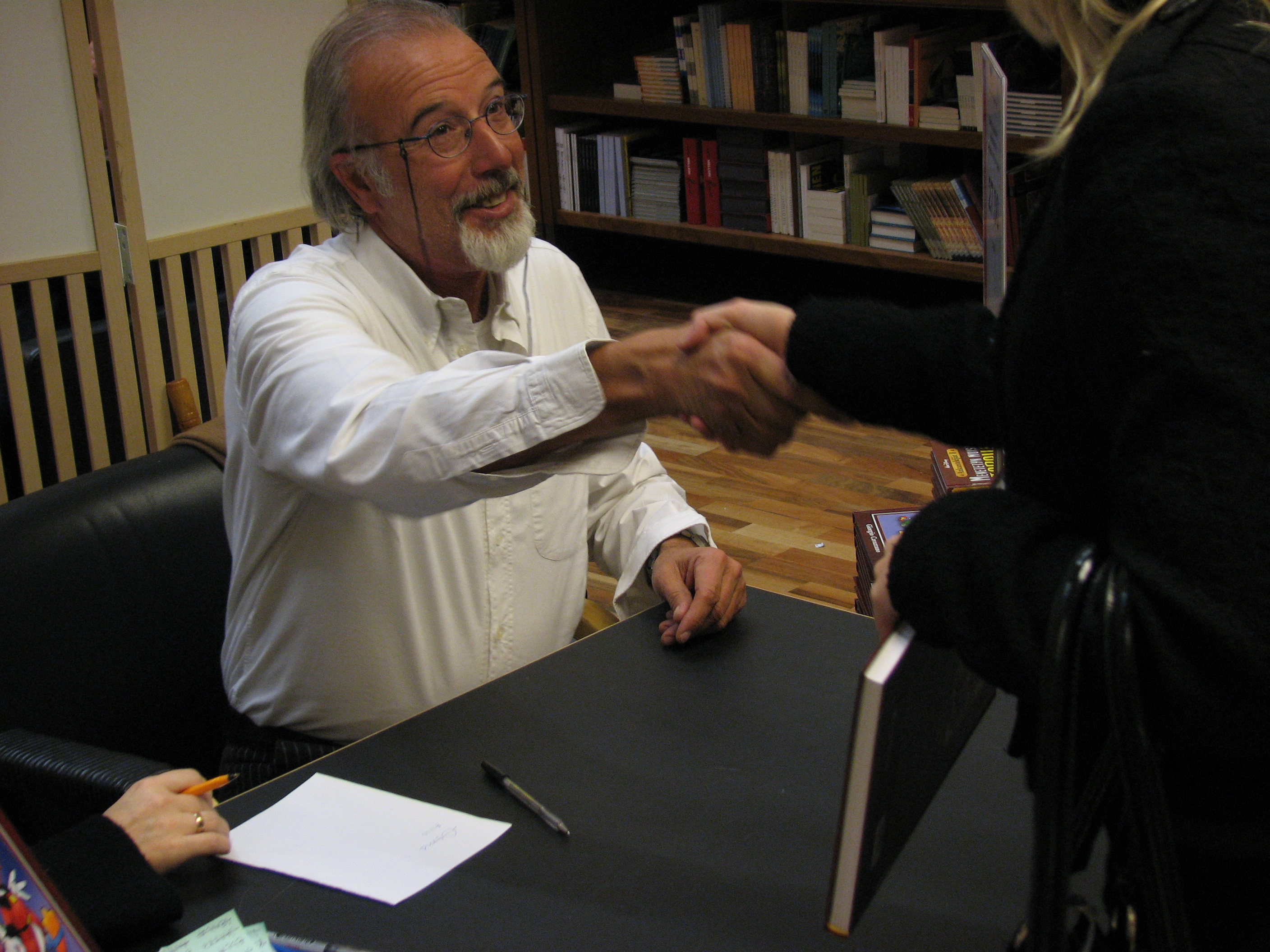
Giorgio Cavazzano

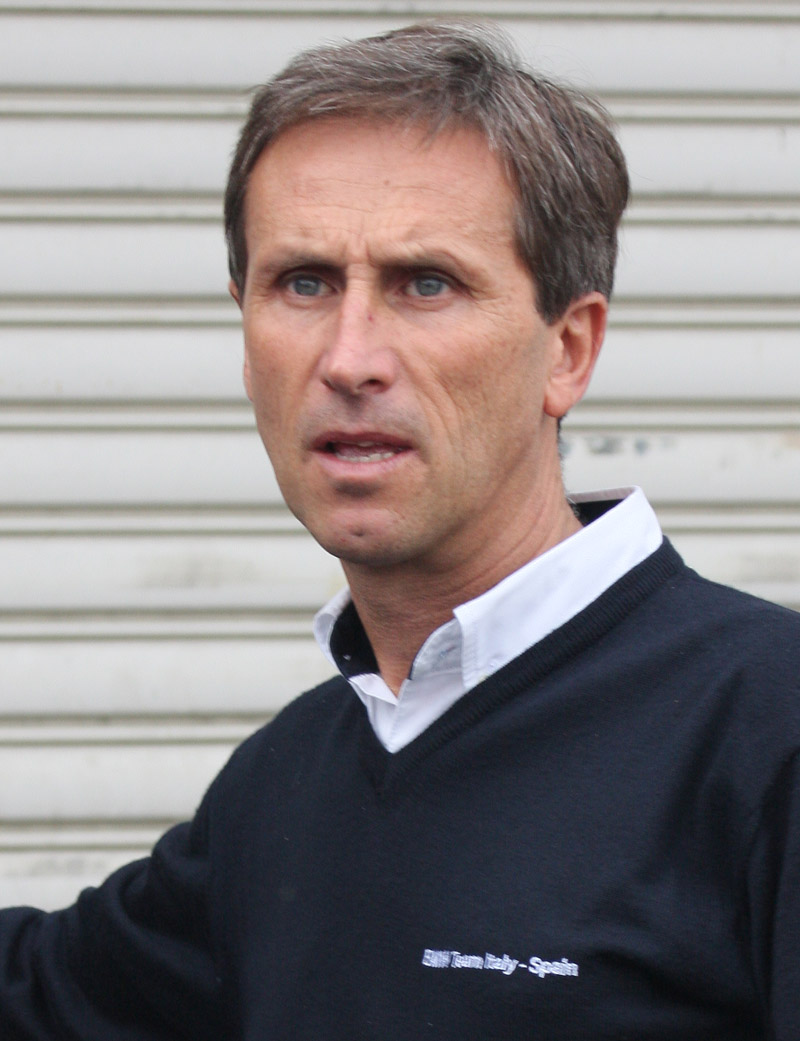
Roberto Ravaglia

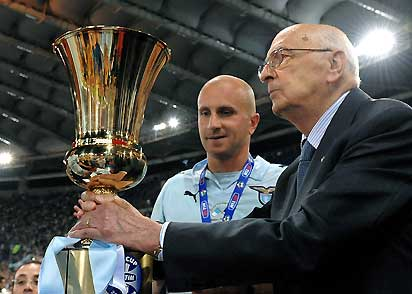
Tommaso Rocchi (l.)

### Bis 1500
- Gerhard von Csanád (980–1046), Bischof von Csanád
- Orso Orseolo (um 988–1049), Angehöriger der Patrizierfamilie Orseolo
- Michele Morosini (um 1308–1382), Doge von Venedig
- Caterina Giustinian (vor 1315–vor 1360), Dogaressa der Republik Venedig
- Gregor XII. (um 1335–1417), Papst
- Angelo Barbarigo (um 1350–1418), Kardinal der katholischen Kirche
- Christine de Pizan (1364–nach 1429), französische Schriftstellerin
- Antonio Correr (1369–1445), Kardinal
- Pietro Loredan (1372–1438), Admiral
- Francesco Foscari (1373–1457), Doge von Venedig
- Eugen IV. (1383–1447), Papst
- Lorenzo Giustiniani (1383–1456), Patriarch
- Francesco Barbaro (1390–1454), Humanist und Diplomat
- Francesco Condulmer (um 1390–1453), Kardinal
- Cristoforo Moro (1390–1471), Doge von Venedig
- Cristina Sanudo (um 1395–1471), Dogaressa der Republik Venedig
- Michele Giambono (um 1400–1462), Maler
- Marina Nani (um 1400–1473), Dogaressa der Republik Venedig
- Maffeo Gherardi (1406–1492), Kardinal der katholischen Kirche
- Regina Gradenigo (vor 1409–1479), Dogaressa der Republik Venedig
- Domenico Veneziano (um 1410–um 1461), Maler
- Giosafat Barbaro (1413–1494), Kaufmann und Reisender
- Pietro Foscari (etwa 1417–1485), Geistlicher
- Paul II. (1417–1471), Papst
- Jacopo Zeno (1418–1481), Geistlicher
- Taddea Michiel (vor 1419–1479), Dogaressa der Republik Venedig
- Contarina Contarini († 1497), Dogaressa der Republik Venedig
- Marco Barbo (1420–1491), Kardinal der katholischen Kirche
- Gentile Bellini (um 1429–1507), Maler und Medailleur
- Alvise Cadamosto (um 1432–1482), Seefahrer und Entdecker
- Carlo Crivelli (um 1432 – ?), Maler
- Francesco Colonna (1433/34–1527), Schriftsteller
- Thomas Donatus (1434–1504), Patriarch von Venedig
- Giovanni Bellini (um 1437–1516), Maler
- Jacopo de’ Barbari (um 1440–?), Maler und Kupferstecher
- Vittore Crivelli (um 1440–um 1501), Maler
- Giorgio Spavento (um 1440–um 1509), Architekt und Ingenieur
- Pietro Barozzi (1441–1507), Bischof und Humanist
- Francesco Argentino (um 1450–1511), Kardinal der Katholischen Kirche
- Girolamo Balbi (um 1450–1535), Humanist und Bischof
- Antonio Contarini (1450–1524), Patriarch von Venedig
- Hermolaus Barbarus (1454–1493), Humanist
- Caterina Cornaro (1454–1510), Königin von Zypern
- Tullio Lombardo (um 1455–1532), Bildhauer
- Antonio Lombardo (um 1458–1516), Bildhauer
- Benedetto Diana (um 1460–1525), Maler
- Domenico Grimani (1461–1523), Mäzen und Kunstsammler
- Cassandra Fedele (1465–1558), Humanistin
- Giovanni di Niccolò Mansueti (um 1465–1527), Maler
- Antonio Solario (um 1465–1530), Maler der Renaissance in der Venezianischen Malerei
- Alessandro Leopardi (um 1466–1523), Architekt, Bildhauer, Ingenieur und Goldschmied
- Marin Sanudo (1466–1536), Historiker, Schriftsteller und Tagebuchschreiber
- Alvise Corner (1467–1565), Humanist
- Gerolamo Querini (1468–1554), Patriarch von Venedig
- Pietro Coppo (1469 oder 1470–1555 oder 1556), Kartograph
- Marco Basaiti (um 1470–um 1530), Maler
- Pietro Bembo (1470–1547), Gelehrter und Kardinal
- Sebastiano Caboto (1472–1557), Entdecker
- Lorenzo Lotto (1480–1557), Maler
- Cristoforo Marcello (um 1480–1527), römisch-katholischer Theologe und Humanist
- Marco Cornaro (1482–1524), Kardinal
- Pietro Loredan (um 1482–1570), Doge von Venedig
- Francesco Torbido (1482–1562), Maler und Kupferstecher
- Gasparo Contarini (1483–1542), Diplomat und Kardinal der katholischen Kirche
- Andrea Navagero (1483–1529), Humanist und Dichter
- Sebastiano del Piombo (um 1485–1547), Maler
- Hieronymus Ämiliani (1486–1537), Ordensgründer der Somasker und ist der Schutzpatron der Waisen
- Niccolò Massa (1489–1569), Arzt und Anatom
- Francesco Venier (1489–1556), Doge von Venedig
- Giovanni Marinoni (1490–1562), Mitglied des katholischen Männerorderns der Theatiner
- Agostino Veneziano (um 1490–um 1540), Kupferstecher
- Marco Grimani (um 1494–1544), Patriarch und Diplomat
- Vettor Grimani (um 1496–1558), Prokurator und Mäzen
- Vincenzo Diedo (1499–1559), Patriarch von Venedig
- Filippo Archinto (Erzbischof) (1500–1558), Apostolischer Nuntius in Venedig und Erzbischof von Mailand
- Alvise Priuli (um 1500–1560), venezianischer Patrizier

### 16. Jahrhundert

#### 1501 bis 1550
- Pietro Francesco Contarini (1502–1555), Patriarch von Venedig
- Bartolomeo Fonzi (um 1502–1562), Franziskaner und evangelischer Märtyrer
- Cosimo Bartoli (1503–1572), Humanist, Übersetzer, Kunsttheoretiker und Diplomat
- Giovanni Trevisan (1503–1590), Patriarch von Venedig
- Marcantonio Amulio (1506–1572), Kardinal der Katholischen Kirche
- Giovanni Grimani (1506–1593), Geistlicher
- Bernardo Navagero (1507–1565), Kardinal der Katholischen Kirche
- Lodovico Dolce (1508–1568), Humanist, Dichter, Schriftsteller, Übersetzer und Kunsttheoretiker
- Andrea Calmo (1510–1571), Schauspieler und Bühnenautor
- Andrea Gabrieli (um 1510–1586), Organist und Komponist
- Marco Barbaro (1511–1570), Genealoge
- Andrea Cornaro (1511–1551), Kardinal der katholischen Kirche
- Daniele Barbaro (1513–1570), Wissenschaftler und Politiker
- Giovanni Andrea della Croce (1514–1575), Chirurg und Pionier der Neurochirurgie
- Jacopo Tintoretto (1518–1594), Maler
- Livio Sanuto (um 1520–1576), Kosmograph und Mathematiker
- Luigi Pisani (1522–1570), Bischof von Padua, Kardinal
- Marcantonio Bragadin (1523–1571), Offizier
- Zaccaria Dolfin (1527–1583), Kardinal und Apostolischer Nuntius
- Giovanni Dolfin (1529–1584), Geistlicher
- Giovanni Battista Benedetti (1530–1590), Mathematiker, Physiker, Astronom, Architekt und Philosoph
- Celio Malespini (1531–um 1609), Abenteurer und Schriftsteller
- Agostino Valier (1531–1606), Bischof von Verona, Kardinal
- Jean-Antoine de Baïf (1532–1589), französischer Dichter
- Paolo Rannusio (1532–1600), Mitglied des allmächtigen Rates der Zehn in Venedig, Humanist und Geschichtsschreiber
- Bartholomäus Viatis (1538–1624), Nürnberger Großkaufmann
- Paolo Paruta (1540–1598), Historiker, politischer Theoretiker und Staatsmann
- Giulio Sanuto (1540–1588), Zeichner und Kupferstecher
- Agostino Agostini (1542–1575), Diplomat und Chronist
- Giovanni Dolfin (1545–1622), Geistlicher
- Simone Gatto (um 1545–1595), Kapellmeister und Komponist
- Morosina Morosini (1545–1614), Dogaressa der Republik Venedig
- Veronica Franco (1546–1591), Dichterin
- Aldus Manutius der Jüngere (1547–1597), Sohn der berühmten Buchdruckerfamilie
- Bianca Cappello (1548–1587), Mätresse und Renaissancefürstin
- Jacopo Palma der Jüngere (um 1548–1628), Maler und Radierer
- Francesco Maria Bourbon Del Monte (1549–1627), römisch-katholischer Kardinal
- Francesco Stivori (um 1550–1605), Organist und Komponist

#### 1551 bis 1600
- Nicolò Contarini (1552–1631), Doge von Venedig
- Paolo Sarpi (1552–1623), Ordensmann und Historiker
- Marietta Robusti (um 1554–1590), Malerin
- Francesco Vendramin (1555–1619), Patriarch von Venedig
- Marco Cornaro (um 1557–1625), römisch-katholischer Geistlicher
- Giovanni Gabrieli (1557–1612), Komponist
- Andrea Morosini (1558–1618), Geschichtsschreiber
- Domenico Tintoretto (1560–1635), Maler
- Marco Tintoretto (um 1560 – ?), Maler
- Alberto Valier (1561–1630), Bischof von Verona
- Antonio Foscarini (1570–1622), Botschafter
- Giovanni Battista Grillo (um 1570–1622), Organist und Komponist
- Carlo Saraceni (1570–1620), Maler
- Giovanni Tiepolo (1570–1631), Patriarch von Venedig
- Leone da Modena (1571–1648), Autor, Dichter, Lehrer und Prediger
- Giovanni Francesco Sagredo (1571–1620), Mathematiker und Ratsherr
- Pietro Valier (1574–1629), Erzbischof von Kreta, Bischof von Ceneda und von Padua, Kardinal
- Carlo Contarini (1580–1656), Doge von Venedig
- Johann Hieronymus Kapsberger (um 1580–1651), Lautenist und Komponist
- Giovanni Valentini (1582/1583–1649), Organist und Komponist
- Chiara Varotari (1584–nach 1663), Malerin
- Nicolò Crasso (1585–1656), Jurist und Literat
- Giovanni Dolfin (1589–1659), Geistlicher
- Dario Castello (um 1590–1658), Komponist
- Sarra Copia Sullam (1592–1641), jüdische Dichterin und Salonnière
- Giovanni Francesco Busenello (1598–1659), Jurist, Librettist und Dichter

### 17. Jahrhundert

#### 1601 bis 1650
- Giacomo Badoaro (1602–1654), Librettist und Politiker
- Lorenzo Marcello (1603–1656), Admiral
- Natale Monferrato (um 1603–1685), Organist, Komponist und Kapellmeister
- Vincenzo Fini (1606–1660), Jurist
- Alexander VIII. (1610–1691), Papst
- Giulio Carpioni (1613–1678), Maler und Radierer
- Giovanni Faustini (1615–1651), Opern-Librettist und Opern-Impresario
- Giovan Battista Nani (1616–1678), Diplomat, Archivar und Geschichtsschreiber
- Pietro Andrea Ziani (1616–1684), Organist und Komponist
- Giovanni Dolfin (Bischof, 1617) (1617–1699), Kardinal, Dramatiker und Dichter
- Francesco Morosini (1618–1694), Doge von Venedig
- Barbara Strozzi (1619–1677), Komponistin
- Antonio Sartorio (1620–1691), Komponist
- Giovanni Battista Volpe (um 1620–1691), Komponist
- Lazzaro Mocenigo (1624–1657), Admiral
- Gregorio Barbarigo (1625–1697), Kardinal und Heiliger
- Niccolò Manucci (1638–1717), Abenteurer, Autor
- Antonia Bembo (um 1640–um 1720), Komponistin und Sängerin
- Matteo Noris (1640–1714), Dichter und Opernlibrettist
- Cristofaro Caresana (um 1640–1709), Komponist
- Giovanni Palazzi (1643–1703), Priester, Jurist und Professor für kanonisches Recht
- Giuseppe Sala (um 1643–1727), Musik-Verleger, Drucker und Buchhändler
- Isabella Piccini (1644–1734), Nonne und Kupferstecherin
- Elena Lucrezia Cornaro Piscopia (1646–1684), Philosophin und Gelehrte
- Matteo Alberti (um 1647–1735), Architekt und Ingenieur
- Giovanni II. Corner (1647–1722), Doge von Venedig
- Giovanni Alberto Badoer (1649–1714), Kardinal der katholischen Kirche
- Vincenzo Maria Coronelli (1650–1718), Kartograf, Kosmograf und Hersteller von Globen

#### 1651 bis 1700
- Nicolò Bambini (1651–1736), Maler und Freskant des Barock
- Marc René d’Argenson (1652–1721), französischer Staatsmann
- Daniele Marco Dolfin (1653–1704), Kardinal
- Carlo Ruzzini (1653–1735), Doge von Venedig
- Marc’Antonio Ziani (um 1653–1715), Komponist
- Pietro Antonio Fiocco (1654–1714), Komponist und Kapellmeister
- David Nieto (1654–1728), Arzt, Philosoph und Rabbiner
- Gregorio Lazzarini (1655–1730), Maler
- Antonio Molinari (1655–1704), Maler
- Antonio Gaspari (1656–1723), Architekt
- Andrea Tirali (1657–1737), Ingenieur und Architekt
- Giovanni Francesco Barbarigo (1658–1730), Kardinal
- Nicolò Cassana (1659–1711 oder 1714), Maler
- Giovanni Agostino Cassana (um 1660–1720), Maler
- Francesco Silvani (um 1660–?), Librettist
- Elisabetta Lazzarini (1662–1729), Malerin
- Dionisio Dolfin (1663–1734), Geistlicher
- Giovanni Giuliani (1664–1744), italienisch-österreichischer Stuckateur und Bildhauer
- Alvise Pisani (1664–1741), Doge von Venedig
- Antonio Biffi (1666–?), Komponist
- Antonio Lotti (um 1667–1740), Komponist
- Pietro Ottoboni (1667–1740), Kardinal, Mäzen und Librettist
- Gedeon Romandon (1667–1697), Maler
- Giorgio Gentili (um 1669 – nach 1731), Komponist und Violinist
- Girolamo Sartorio (vor 1667–1707), Architekt, Bühnentechniker
- Angelo Trevisani (1669–?), Maler und Kupferstecher
- Antonio Caldara (1670–1736), Cellist und Komponist
- Tomaso Albinoni (1671–1751), Komponist und Violinist
- Alessandro Marcello (1673–1747), Dichter, Komponist und Philosoph
- Rosalba Carriera (1675–1757), Pastell-Malerin
- Scipione Maffei (1675–1755), Dichter und Gelehrter
- Giovanni Antonio Pellegrini (1675–1741), Maler
- Giacomo Facco (1676–1753), Violinist, Kapellmeister und Komponist
- Jacopo Riccati (1676–1754), Mathematiker
- Pietro Grimani (1677–1752), Doge von Venedig
- Antonio Vivaldi (1678–1741), Komponist und Violinist
- Angelo Maria Quirini (1680–1755), Benediktiner und Kardinal
- Giulia Lama (1681–1747), Malerin
- Giovanni Battista Grone (1682–1748), Theatermaler, Bühnenbildner und Architekt
- Giovanni Battista Piazzetta (1682–1754), Maler und Radierer
- Giovanni Poleni (1683–1761), Mathematiker und Astronom
- Giacomo Leoni (1686–1746), Architekt
- Benedetto Marcello (1686–1739), Komponist
- Giorgio Massari (1687–1766), Architekt
- Giovanni Battista Pittoni (1687–1767), Maler und Zeichner
- Daniele Dolfin (1688–1762), Kardinal
- Antonio Visentini (1688–1782), Architekt, Maler und Professor
- Matteo Bragadin (1689–1767), Staatsinquisitor
- Jacob Faber (um 1690–1761), Baumeister und Theatermaler
- Diana Vico (um 1690–1732), Opernsängerin (Alt)
- Giovanni Donà (1691–1766), Adliger
- Clemens XIII. (1693–1769), Papst
- Giorgio Baffo (1694–1768), Jurist und Dichter
- Giovanni Battista Tiepolo (1696–1770), Maler
- Anna da Violin (1696–1782), Violinistin
- Faustina Bordoni (1697–1781), berühmte Mezzosopranistin
- Giovanni Antonio Canal (1697–1768), Veduten- und Landschaftsmaler
- Antonio Bioni (1698–1739), Sänger und Komponist
- Francesco Robba (1698–1757), Bildhauer
- Giovanni Maria Morlaiter (1699–1780), Bildhauer
- Giuseppe Nogari (1699–1766), Maler
- Francesco Corradini (um 1700–1769), Komponist

### 18. Jahrhundert

#### 1701 bis 1750
- Luisa Bergalli (1703–1779), Dichterin und Librettistin
- Vettor Sandi (1703–1784), Gelehrter, Advokat und Historiker
- Giovanni Battista Pescetti (um 1704–1766), Komponist
- Carlo Goldoni (1707–1793), Komödiendichter und Librettist
- Pietro Rotari (1707–1762), Maler
- Domenico Alberti (um 1710–1746), Sänger und Komponist
- Giovanni Battista Ferrandini (um 1710–1791), Komponist der Vorklassik
- Francesco Algarotti (1712–1764), Schriftsteller, Kunstkritiker und Kunsthändler
- Giovanni Paolo Gaspari (1712–1780), Theatermaler und Bühnenarchitekt
- Francesco Guardi (1712–1793), Veduten- und Landschaftsmaler
- Girolamo Francesco Zanetti (1713–1782), Altertumskundler, Philologe, Numismatiker und Historiker
- Giovanni Battista Bastiani (1714–1786), katholischer Geistlicher
- Francesco Antonio Zaccaria (1714–1795), Jesuit, Theologe, Kirchenhistoriker, Literarhistoriker und Romanist
- Sebastiano Foscarini (1718–1785), Diplomat an den Höfen von Madrid und Wien
- David ben Jakob Pardo (1719–1792), Gelehrter
- Giovanni Cornaro (1720–1789), Kardinal der katholischen Kirche
- Carlo Gozzi (1720–1806), Theaterdichter
- Bernardo Bellotto (1721/22–1780), Maler
- Angelo Quirini (1721–1796), Politiker, Freimaurer, Aufklärer und Kunstsammler
- Carlo Rezzonico der Jüngere (1724–1799), Kardinal der römisch-katholischen Kirche
- Giacomo Casanova (1725–1798), Schriftsteller, Abenteurer und Libertin
- Giacomo Nani (1725–1797), Admiral und Politiker
- Antonio Zucchi (1726–1795), Maler
- Francesco Casanova (1727–1803), Maler
- Giovanni Domenico Tiepolo (1727–1804), Maler
- Giovanni Battista Casanova (1730–1795), Maler und Zeichner
- Angelo Emo (1731–1792), Großadmiral
- Maddalena Casanova (1732–1800), Tänzerin am sächsischen Hof
- Giambattista Gallicciolli (1733–1806), Philologe, Judaist, Gräzist und Historiker
- Alessandro Longhi (1733–1813), Maler
- Anna Binetti (vor 1738–nach 1786), Tänzerin und Choreographin
- Agostino Poli (1739–1819), Komponist und Kapellmeister in Stuttgart
- Francesco Pesaro (1740–1799), Diplomat der Republik Venedig
- Giovanni Battista Rezzonico (1740–1783), Kardinal der katholischen Kirche
- Carlo Canobbio (1741–1822), Geiger und Komponist
- Antonio Foschini (1741–1813), Architekt
- Jacopo Morelli (1745–1819), Bibliothekar, Direktor der Biblioteca Marciana
- Maddalena Sirmen (1745–1818), Violinistin, Sängerin und Komponistin
- Teodoro Correr (1750–1830), Sammler für Kunstobjekte und Bücher

#### 1751 bis 1800
- Gian Antonio Selva (1751–1819), Architekt
- Francesco Apostoli (1755–1816), Schriftsteller
- Giuseppe Fossati (1759–1810), Jurist und Übersetzer
- Giuseppe Maria Foppa (1760–1845), Librettist
- Giuseppe Avelloni (1761–1817), Dichter
- Vittorio Trento (1761–1833), Komponist
- Domenico Dragonetti (1763–1846), Kontrabassist und Komponist
- Salvatore Dal Negro (1768–1839), Geistlicher und Physiker
- Daniele Renier (1768–1851), Bürgermeister Venedigs
- Antonio Diedo (1772–1847), Architekt
- Sigismondo Cimarosto (1777–1847), Minorit und Autor
- Antonio de Pian (1784–1851), österreichischer Maler und Kupferstecher
- Daulo Augusto Foscolo (1785–1860), Patriarch von Alexandria und Jerusalem
- Emmanuele Antonio Cicogna (1789–1868), Chronist
- Francesco Hayez (1791–1882), Maler, Historienmaler, Lithograf und Kupferstecher
- Francesco Zanotto (1794–1863), Kunsthistoriker
- Pasquale Revoltella (1795–1869), Bankier und Unternehmer

### 19. Jahrhundert

#### 1801 bis 1850
- Carl von Ghega (1802–1860), österreichischer Ingenieur
- Anton Vetter (1803–1882), Feldmarschall-Lieutenant des ungarischen Honved während der Ungarischen Revolution von 1848/49
- Daniele Manin (1804–1857), Beteiligter an der Revolution von 1848
- Cajetan von Bissingen-Nippenburg (1806–1890), österreichischer Statthalter
- Joseph von Doblhoff-Dier (1806–1856), Abgeordneter der Frankfurter Nationalversammlung
- Luigi Ferrari (1810–1894), Bildhauer
- Francesco Maria Piave (1810–1876), Librettist und Regisseur
- Heinrich von Scholl (1815–1879), österreichischer Generalmajor und Festungstechniker
- Giobatta Giustinian (1816–1888), Bürgermeister Venedigs
- Johann Anton von Goëss (1816–1887), österreichischer Offizier, Großgrundbesitzer und Politiker
- Luigi Caburlotto (1817–1897), Gründer der Schwesternkongregation der Figlie di San Giuseppe
- Attilio Bandiera (1818–1844), Freiheitskämpfer
- Emilio Bandiera (1819–1844), Freiheitskämpfer
- Pierluigi Bembo (1823–1882), Bürgermeister Venedigs
- Giovanni Bizio (1823–1891), Chemiker
- Giuseppe Giovanelli (1824–1886), Bürgermeister Venedigs
- Antonio Fornoni (1825–1897), Unternehmer
- Felix Karrer (1825–1903), österreichischer Geologe
- Giuseppe Tassini (1827–1899), Historiker
- Emilio Teza (1831–1912), Romanist, Indogermanist, Orientalist, Philologe, Linguist, Literaturwissenschaftler und Übersetzer
- Felice Beato (1832–1909), Fotograf
- Josef Marastani (1834–1895), österreichischer Maler, Radierer und Lithograph
- Antonio Ermolao Paoletti (1834–1912), Genremaler, Freskant und Kunstpädagoge
- Bartolomeo Cecchetti (1838–1889), Direktor des Staatsarchivs in Venedig
- Johann Georg von Schoen (1838–1914), österreichischer Bauingenieur und Hochschullehrer
- Augusto Benvenuti (1839–1899), Bildhauer
- Giuseppe Callegari (1841–1906), Bischof von Padua
- Luigi Luzzatti (1841–1927), Volkswirtschaftler, Finanzmann und Politiker
- Federico Zandomeneghi (1841–1917), Maler
- Antonio Dal Zotto (1841–1918), Bildhauer
- Guglielmo Ciardi (1842–1917), Maler
- Alberto Errera (1842–1894), Nationalökonom
- Friedrich Paul Nerly (1842–1919), deutsch-italienischer Maler
- Alessandro Guiccioli (1843–1922), Diplomat und Politiker
- Giovanni Stucky (1843–1910), Unternehmer
- Eugenio Musatti (1844–1928), Historiker
- Giovanni Tagliapietra (1845–1921), Opernsänger (Bariton)
- Lorenzo Tiepolo (1845–1913), Bürgermeister Venedigs
- August von Loehr (1847–1917), österreichischer Eisenbahningenieur und Mineralien- und Münzsammler
- Anton Lux (1847–1908), österreichischer Artillerieleutnant und Afrikareisender
- Elia Millosevich (1848–1919), Astronom
- Carlo Salvioli (1848–1930), Schachspieler und Endspieltheoretiker
- Giacomo Favretto (1849–1887), Maler
- Riccardo Selvatico (1849–1901), Bürgermeister Venedigs
- Filippo Grimani (1850–1921), Bürgermeister Venedigs

#### 1851 bis 1900
- Giacinto Gallina (1852–1897), Komödiendichter
- Antonio Fradeletto (1858–1930), Literaturwissenschaftler, Redner und Politiker
- Hermann von Hoernes (1858–1948), österreichischer Berufsoffizier, Flugtechniker und Autor
- Angelo Pavia (1858–1933), Jurist, Politiker und Diplomat
- Attilio Baracchi (1859–1915), Archivar
- Giacomo Boni (1859–1925), Klassischer Archäologe und Architekt
- Giovanni Orlandini (1859–1937), Archivar
- Maurizio Ferrante Gonzaga (1861–1938), General und Senator
- Filippo Condio (1862–1921), Archivar
- Agnes Pockels (1862–1935), deutsche Physikerin und Chemikerin
- Gian Giuseppe Bernardi (1865–1946), Komponist, Musiktheoretiker und Musikpädagoge
- Guido Castelnuovo (1865–1952), Mathematiker
- Andrea Moschetti (1865–1943), Kunsthistoriker
- Giuseppe Carboni (1866–1934), kanadischer Gesangspädagoge, Dirigent und Komponist
- Giuseppe Jona (1866–1943), Arzt und Vorsteher der jüdischen Gemeinde Venedigs
- Maria Pezzé Pascolato (1869–1933), Schriftstellerin und Hochschullehrerin
- Luigi Ferro (1871–1937), Archivar
- Georg Karo (1872–1963), deutscher Klassischer Archäologe
- Rosina Storchio (1872–1945), Opernsängerin
- Ferruccio Scattola (1873–1950), Maler
- Giulio Bas (1874–1929), Komponist und Organist
- Pier Silverio Leicht (1874–1956), Jurist, Historiker und Bibliothekar
- Giovanni Jeremich (1875–1948), Weihbischof in Venedig
- Giovanni Giuriati (1876–1970), Politiker
- Ermanno Wolf-Ferrari (1876–1948), deutsch-italienischer Komponist
- Giuseppe Volpi (1877–1947), Unternehmer
- Guido Fubini (1879–1943), Mathematiker
- Aldo Ravà (1879–1923), Historiker, Kunsthistoriker, Autor, Kunst- und Büchersammler
- Enrico Bruna (1880–1921), Ruderer
- Antonio Guarnieri (1880–1952), Komponist, Dirigent und Musikdirektor
- Margherita Sarfatti (1880–1961), Schriftstellerin und Geliebte Mussolinis
- Giancarlo Stucky (1881–1941), Unternehmer
- Alessandro Levi (1881–1953), Professor für italienisches Zivilrecht[1]
- Antonio Berti (1882–1956), Arzt, Bergsteiger und Schriftsteller
- Gian Francesco Malipiero (1882–1973), Komponist und Musikwissenschaftler
- Ercole Olgeni (1883–1947), Ruderer
- Virgilio Ranzato (1883–1937), Komponist
- Marie Antoinette zu Mecklenburg (1884–1944), Adelige aus dem Hause Mecklenburg-Schwerin
- Maria Assunta Arbesser von Rastburg (1884–1971), österreichische Malerin und Holzplastikerin
- Leonardo Dudreville (1885–1975), Maler
- Giovannina Majer (1885–1966), Numismatikerin
- Riccardo Malipiero (1886–1975), Cellist und Musikpädagoge
- Hélène Oettingen (1886–1950), französische Malerin und Schriftstellerin
- Erminio Dones (1887–1945), Ruderer
- Roberto Assagioli (1888–1974), Pionier der transpersonalen Psychologie und Psychotherapie
- Robert Geßner (1889–1973), deutscher Landschaftsmaler und Kunstlehrer
- Giorgio Cesana (1892–1967), Ruderer
- Giovanni Scatturin (1893–1951), Ruderer
- Giovanni Ponti (1896–1961), Widerstandskämpfer, Lehrer, Hochschullehrer und Bürgermeister Venedigs
- Giorgio Parodi (1897–1955), Mitbegründer der Motorradfirma Moto Guzzi
- Andrea Di Robilant (1899–1977), Drehbuchautor und Filmproduzent
- Ruggero Gerlin (1899–1983), Cembalist und Musikpädagoge
- Ernesta Oltremonti (1899–1982), Malerin
- Gastone Cerato (1900–1999), Ruderer
- Bice Lazzari (1900–1981), Malerin
- Flavio Poli (1900–1984), Glasbläser
- Giovanni Urbani (1900–1969), Erzbischof und Patriarch von Venedig

### 20. Jahrhundert

#### 1901 bis 1925
- Guido Cominotto (1901–1967), Sprinter und Mittelstreckenläufer
- Manlio Francia (1902–1981), argentinischer Tangogeiger und -komponist
- Guido De Filip (1904–1968), Ruderer
- Adriano Foscari (1904–1980), Offizier
- Giovanni Korompay (1904–1988), Maler
- Elissa Landi (1904–1948), österreichisch-US-amerikanische Schauspielerin und Schriftstellerin
- Gino Sopracordevole (1904–1995), Steuermann im Rudern
- Annunzio Mantovani (1905–1980), Orchesterleiter
- Giuseppe Olivotti (1905–1974), Weihbischof in Venedig
- Bruno Rossi (1905–1993), Astrophysiker und Elementarteilchenphysiker
- Carlo Scarpa (1906–1978), Architekt
- Pietro Serantoni (1906–1964), Fußballspieler und -trainer
- Giuseppe Santomaso (1907–1990), Maler
- Rinaldo Dal Fabbro (1909–1977), Dokumentarfilmer und Drehbuchautor
- Mario Mirabella Roberti (1909–2002), Klassischer und Christlicher Archäologe
- Alessandro Maria Gottardi (1912–2001), Erzbischof
- Gino Sarfatti (1912–1984), Industriedesigner
- Pierluigi Sartorelli (1912–1996), Erzbischof und Diplomat
- Ferruccio Zago (* 1914), Archivar
- Lamberto Gardelli (1915–1998), Dirigent
- Giulia Fogolari (1916–2001), Prähistorikerin
- Emilio Vedova (1919–2006), Maler
- Bruno Maderna (1920–1973), Komponist, Dirigent und Musikpädagoge
- Luciano Negrini (1920–2012), Steuermann
- Umberto Bonsignori (1921–2008), Filmschaffender
- Alvise Zorzi (1922–2016), Historiker, Fernsehjournalist und Autor
- Dino Battaglia (1923–1983), Comiczeichner
- Federico Caldura (1923–1975), Regisseur
- Livio Maitan (1923–2004), Trotzkist
- Franco Basaglia (1924–1980), Psychiater
- Franco Gaeta (1924–1984), Historiker
- Giorgio Longo (1924–2020), Bürgermeister von Venedig
- Luigi Nono (1924–1990), Komponist
- Alberto Ongaro (1925–2018), Journalist, Schriftsteller und Comicautor
- Renato De Sanzuane (1925–1986), Wasserballspieler
- Pedro Luís Guido Scarpa (1925–2018), Altbischof von Ndalatando
- Maria Francesca Tiepolo (1925–2020), Paläografin, Leiterin des Staatsarchivs Venedig

#### 1926 bis 1950
- Franco Gaeta (1926–1984), Historiker
- Renato de Grandis (1927–2008), Musikwissenschaftler und Komponist
- Lauretta Masiero (1927–2010), Schauspielerin
- Romano Scarpa (1927–2005), Zeichner
- Antonio Casellati (1928–2020), Bürgermeister von Venedig
- Enzo Della Santa (* 1928), Dokumentarfilmer
- Mino Giarda (1928–2024), Drehbuchautor
- Sergio Asteriti (1930–2024), Comiczeichner
- Costante Degan (1930–1988), Bürgermeister von Venedig
- Dominic DeNucci (1931–2021), Wrestler
- Leone Frollo (1931–2018), Comiczeichner und -autor
- Giorgio Stivanello (1932–2010), Fußballspieler
- Silvio Panciera (1933–2016), Althistoriker und Epigraphiker
- Luciano Capitanio (1934–1969), Comiczeichner
- Luciano Gatto (* 1934), Comiczeichner
- Tobia Scarpa (* 1935), Architekt und Designer
- Sergio Tagliapietra (1935–2022), Ruderer
- Mario Ambrosino (* 1936), Schauspieler, Bühnen- und Kostümbildner
- Maria Grazia Spina (1936–2025), Schauspielerin
- Franco De Piccoli (* 1937), Boxer
- Filippo De Luigi (1938–2020), Film- und Fernsehschaffender
- Giovanni Volpi (* 1938), Gründer der Scuderia Serenissima
- Silvano Carroli (1939–2020), Opernsänger (Bariton)
- Claudio Fasoli (* 1939), Jazz-Saxophonist und Komponist
- Terence Hill (* 1939), Schauspieler, Filmproduzent, Drehbuchautor und Regisseur
- Giorgio Mariuzzo (* 1939), Drehbuchautor und Filmregisseur
- Gianni De Michelis (1940–2019), Politiker, stellvertretender Ministerpräsident und Außenminister Italiens sowie Europaabgeordneter
- Umberto Grano (1940–2024), Automobilrennfahrer
- Susanna Mildonian (1940–2022), Harfenistin
- Antonella Ragno-Lonzi (* 1940), Florett-Fechterin
- Paolo Zolli (1941–1989), Romanist, Linguist, Dialektologe und Lexikograf
- Mario Brenta (* 1942), Filmregisseur und Drehbuchautor
- Nereo Laroni (1942–2019), Bürgermeister von Venedig und Mitglied des Europäischen Parlaments
- Kirk Morris (* 1942), Bodybuilder und Schauspieler
- Paolo Costa (* 1943), Wirtschaftswissenschaftler und Politiker
- Gianni Da Campo (1943–2014), Autor, Filmregisseur und Übersetzer
- Giancarlo del Monaco (* 1943), Opernregisseur
- Antonio Spandri (1943–2011), römisch-katholischer Theologe
- Marco Boato (* 1944), Politiker
- Massimo Cacciari (* 1944), Philosoph
- Giuseppe Gullino (* 1944), Historiker
- Paolo Eleuteri Serpieri (* 1944), Comicautor
- Ezio Toffolutti (* 1944), Bühnenbildner, Kostümbildner, Regisseur und Maler
- Gian Franco Bottazzo (1946–2017), Mediziner
- Silvia Monti (* 1946), Schauspielerin
- Giuseppe Sinopoli (1946–2001), Dirigent, Psychiater, Komponist und Archäologe
- Giuseppe Valotto (* 1946), General
- Giorgio Cavazzano (* 1947), Comiczeichner
- Alessandro Lucidi (* 1947), Filmeditor und Filmregisseur
- Claudio Ambrosini (* 1948), Komponist
- Francesco Gosetti di Sturmeck (1948–2022), Diplomat
- Patty Pravo (* 1948), Popsängerin
- Giuseppe Dalla Santa (1950–2011), Comiczeichner
- Renato Brunetta (* 1950), Ökonom und Politiker
- Malisa Longo (* 1950), Schauspielerin

#### 1951 bis 1970
- Francesco Baldassarri (* 1951), Mathematiker
- Ugo Bergamo (* 1951), Bürgermeister von Venedig
- Ivano Bordon (* 1951), Fußballspieler
- Sandro Cappelletto (* 1952), Musikkritiker und -historiker und Librettist
- Marcello Brusegan (1954–2016), Kunsthistoriker
- Massimo Guglielmi (* 1954), Filmregisseur und Drehbuchautor
- Andrea Rinaldo (* 1954), Ingenieur und Hydrologe
- Anna Marinetti (* 1955), Sprachwissenschaftlerin
- Carlo Rizzo (* 1955), Perkussionist
- Alberto Bressan (* 1956), Mathematiker
- Lucio Quarantotto (1957–2012), Cantautore
- Roberto Ravaglia (* 1957), Autorennfahrer
- Valerio Held (* 1958), Comiczeichner
- Lanfranco Cirillo (* 1959), russischer Architekt italienischer Herkunft
- Roberto Ferrucci (* 1960), Schriftsteller
- Luisa Iovane (* 1960), Kletterin
- Ennio Marchetto (* 1960), Comedian und Verwandlungskünstler
- Andrea Borella (* 1961), Fechter
- Sara Mingardo (* 1961), Opernsängerin
- Mauro Numa (* 1961), Fechter
- Andrea Pagnes (* 1962), Schriftsteller, Maler, Kurator, Glasbildhauer und künstlerischer Leiter
- Alberto Pinton (* 1962), Jazzmusiker
- Roberto Succo (1962–1988), Gewaltverbrecher und Serienmörder
- Andrea Cipressa (* 1963), Fechter
- Luigino Pagotto (* 1963), Autorennfahrer
- Leo Colovini (* 1964), Spieleautor
- Carolina Morace (* 1964), Fußballspielerin und -trainerin
- Anna Negri (* 1964), Film- und Fernsehregisseurin
- Monica Bonvicini (* 1965), Künstlerin
- Giuseppe Cipriani (* 1965), Automobilrennfahrer und Unternehmer
- Karina Wisniewska (* 1966), Pianistin und Malerin
- Brenno Ambrosini (* 1967), Pianist und Musikpädagoge
- Lorenzo Boni (* 1967), Künstler
- Pietro De Maria (* 1967), Pianist
- Marisa Rosato (* 1967), deutsche Fotografin
- Massimiliano Frani (1967–2023), Pianist und Komponist
- Debora Caprioglio (* 1968), Schauspielerin
- Marco Mariani (* 1968), Curler
- Lucio Cecchinello (* 1969), Motorradrennfahrer
- Valentina Gardellin (* 1970), Basketballspielerin[2]
- Michele Serena (* 1970), Fußballspieler und -trainer

#### 1971 bis 2000
- Stefano Massignan (* 1972), Westernreiter
- Marco Panascia (* 1972), Jazzmusiker
- Massimo Cigana (* 1974), Radrennfahrer, Duathlet und Triathlet
- Claudia Zuriato (* 1974), Künstlerin
- Damiano Michieletto (* 1975), Theater- und Opernregisseur
- Giacomo Petrobelli (* 1975), Bankier und Autorennfahrer
- Cristiano Spiller (* 1975), DJ und Musikproduzent
- Matteo Zennaro (* 1976), Fechter
- Tathiana Garbin (* 1977), Tennisspielerin
- Tommaso Rocchi (* 1977), Fußballspieler
- Andrea Lombardini (* 1978), Jazz- und Fusionmusiker
- Moony (* 1980), Musikerin
- Christian Presciutti (* 1982), Wasserballspieler
- Alberto Casadei (* 1985), Triathlet
- Matteo Viola (* 1987), Tennisspieler
- Giovanna Epis (* 1988), Langstreckenläuferin
- Andrea Migliorini (* 1988), Fußballspieler
- Mirko Giacomo Nenzi (* 1989), Eisschnellläufer[3]
- Laura Partenio (* 1991), Volleyballspielerin[4]
- Ilaria Zane (* 1992), Triathletin
- Martina Favaretto (* 1995), Leichtathletin
- Paolo Garbisi (* 2000), Rugby-Union-Spieler

### 21. Jahrhundert
- Leonardo Donaggio (* 2003), Freestyle-Skifahrer

## Bekannte Einwohner von Venedig

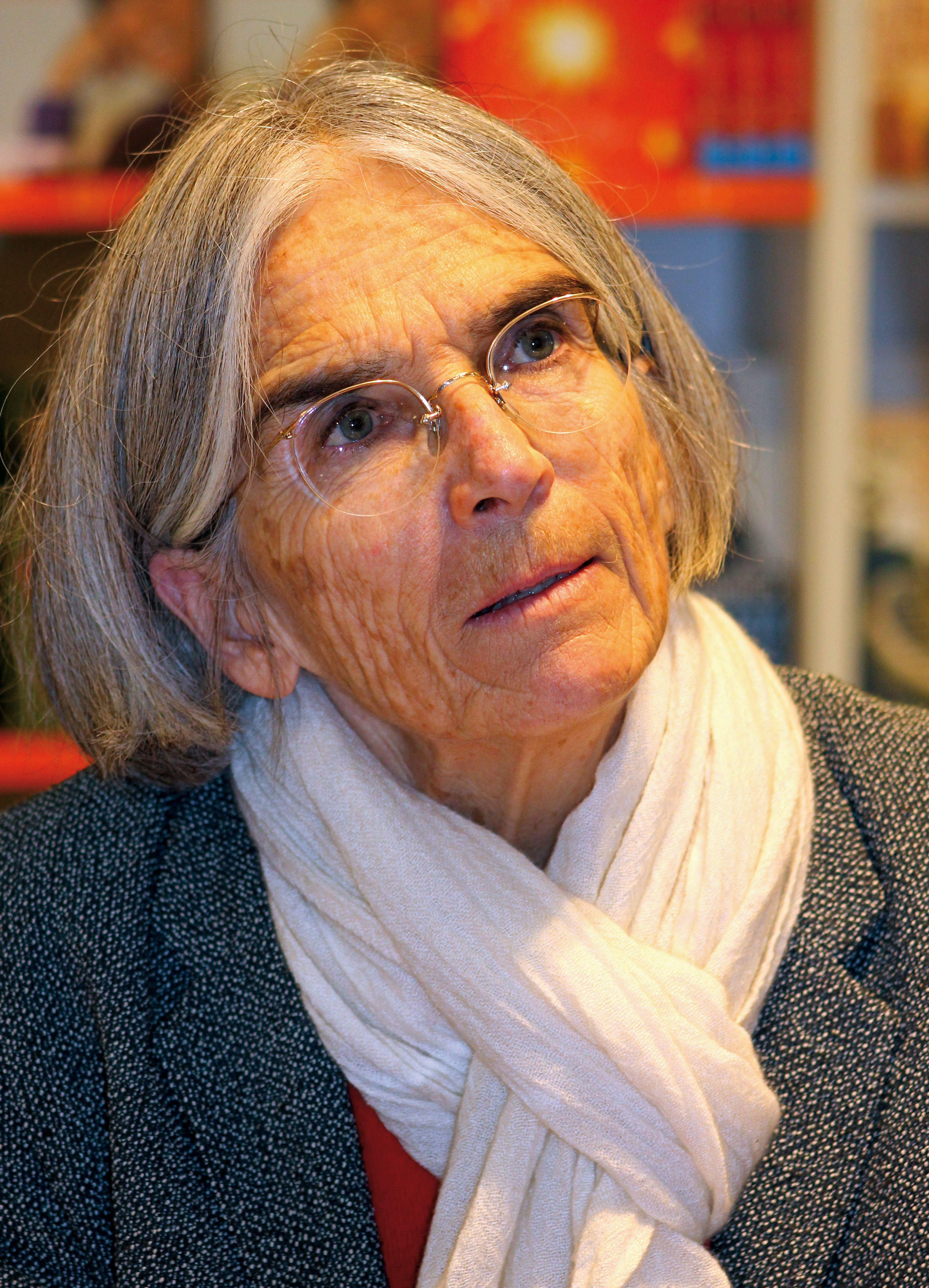
Donna Leon

- Jakob von Venedig (vor 1125 – nach 1147), Kleriker, Kirchenrechtler, Übersetzer
- Bartolomeo Buon (um 1405 – ?), Mitglied der Baumeister- und Bildhauerfamilie Buon
- Nicolas Jenson (1420–1480), französischer Buchdrucker
- Peter Ugelheimer (ca. 1445/1450–1488), deutscher Kunstmäzen, Buchhändler und Verleger
- Aldus Manutius, italienisch Aldo Pio Manuzio (1449–1515), Buchdrucker und Verleger
- Erhard Ratdolt (1442–1528), deutscher Buchdrucker und Verleger
- Isaak Abrabanel (1437–1508), Politiker und Finanzier
- Giovanni Caboto (um 1450–1498), Seefahrer
- Ottaviano dei Petrucci (1466–1539), Buchdrucker
- Giorgione (1478 – vor 1510), Maler
- Tizian (um 1489–1576), Maler
- Jacopo Gastaldi (um 1500–1566), Verleger und Kartograph
- Gracia Nasi (1510–1569), Bankier, Verlegerin, Mäzenin
- Joseph Nasi (1524–1579), Bankier, Diplomat
- Michael Damaskenos (1530–1593), griechischer Ikonenmaler
- Otto Wilhelm von Königsmarck (1639–1688), General, Heerführer und Staatsmann
- Hannibal von Degenfeld (1648–1691), schwäbischer Heerführer
- Antonio Corradini (1688–1752), Bildhauer
- Benedict von Herman (1689–1782), Fernhandelskaufmann
- Anna Karolina Orzelska (1707–1769), Prinzessin von Schleswig-Holstein-Sonderburg-Beck
- Pietro Chiari (1712–1785), Dichter und Romanautor
- Franz Anton Zeiller (1716–1794), österreichischer Maler
- Giuseppe Scolari (um 1720–um 1774), Komponist
- Lord Byron (1788–1824), britischer Dichter
- Richard Wagner (1813–1883), deutscher Komponist
- Jakob August Lorent (1813–1884), deutsch-amerikanischer Naturwissenschaftler, Weltreisender und Pionier der Architekturfotografie
- Pius X. (1835–1914), Papst
- Elisabeth zu Carolath-Beuthen (1839–1914), Lebensgefährtin Herbert von Bismarcks
- Mariano Fortuny (1871–1949), Maler, Architekt, Designer
- Johannes XXIII. (1881–1963), Papst
- Massimo Campigli (1895–1971), deutsch-italienischer Journalist, Maler und Grafiker
- Peggy Guggenheim (1898–1979), Mäzenin, Galeristin
- Leone Minassian (1905–1978), Maler
- Johannes Paul I. (1912–1978), Papst
- Franz Beer (1929–2022), deutsch-österreichischer Maler und Hochschullehrer
- Herrad Prete (* 1933), Malerin
- Donna Leon (* 1942), US-amerikanische Schriftstellerin
- Ulrich Tukur (* 1957), deutscher Schauspieler, lebt teilweise auf der Insel Giudecca im Stadtteil Dorsoduro
- Petra Reski (* 1958), deutsche Journalistin und Schriftstellerin